# Viridrillia cervina
Viridrillia cervina is een slakkensoort uit de familie van de Pseudomelatomidae. De wetenschappelijke naam van de soort is voor het eerst geldig gepubliceerd in 1943 door Bartsch.